# القصابي (مصر)
القَصَابي هي إحدى القرى التابعة لمركز سيدي سالم التابع لمحافظة كفر الشيخ في جمهورية مصر العربية.

## تاريخ
أنشئت القرية عام 1914. وفي سنة 1917 تم فصلها بزمام خاص عن أراضي شباس الملح، وبذلك أصبحت قرية قائمة بذاتها. وكانت تتبع مركز دسوق قبل إنشاء مركز سيدي سالم عام 1960.

## السكان
بلغ عدد سكان القصابي 15,245 نسمة، منهم 7592 رجل و7653 امرأة، وذلك حسب الإحصاء الرسمي لعام 2006.